# Liga mistrů UEFA 2000/2001
Sezóna 2000/01 byla 46. ročníkem Ligy mistrů UEFA a zároveň 9. ročníkem po přejmenování. Jejím vítězem se stal německý klub FC Bayern Mnichov.

## Předkola

### První předkolo
| Domácí v 1. zápase      | Celkem | Hosté v 1. zápase | 1. zápas | 2. zápas    |
| ----------------------- | ------ | ----------------- | -------- | ----------- |
| Birkirkara FC           | 2-6    | KR Reykjavík      | 1-2      | 1-4         |
| F91 Dudelange           | 0-6    | PFK Levski Sofia  | 0-4      | 0-2         |
| Haka                    | (v)2-2 | Linfield FC       | 1-0      | 1-2         |
| KÍ Klaksvík             | 0-5    | CZ Bělehrad       | 0-3      | 0-2         |
| Total Network Solutions | 2-6    | Levadia Tallinn   | 2-2      | 0-4         |
| FC Širak Gjumri         | 2-3    | FK BATE           | 1-1      | 1-2         |
| Skonto                  | 3-5    | Šamkir FK         | 2-1      | 1-4(prodl.) |
| Sloga Jugomagnat        | 1-2    | Shelbourne FC     | 0-1      | 1-1         |
| KF Tirana               | 4-6    | Zimbru Kišiněv    | 2-3      | 2-3         |
| FBK Kaunas              | 4-3    | Brontjo Čitluk    | 4-0      | 0-3         |

### Druhé předkolo
| Domácí v 1. zápase  | Celkem | Hosté v 1. zápase    | 1. zápas | 2. zápas    |
| ------------------- | ------ | -------------------- | -------- | ----------- |
| RSC Anderlecht      | 4-2    | Anorthosis Famagusta | 4-2      | 0-0         |
| Beşiktaş JK         | 2-1    | PFK Levski Sofia     | 1-0      | 1-1         |
| Brøndby             | 3-1    | KR Reykjavík         | 3-1      | 0-0         |
| FC Dinamo București | 4-7    | Polonia Warszawa     | 3-4      | 1-3         |
| Rangers FC          | 4-1    | FBK Kaunas           | 4-1      | 0-0         |
| Haka                | 0-1    | Inter Bratislava     | 0-0      | 0-1(prodl.) |
| Helsingborg         | 3-0    | FK BATE              | 0-0      | 3-0         |
| CZ Bělehrad         | 4-2    | Torpedo Kutaisi      | 4-0      | 0-2         |
| FK Šachtar Doněck   | 9-2    | Levadia              | 4-1      | 5-1         |
| SK Slavia Praha     | 5-1    | Šamkir FK            | 1-0      | 4-1         |
| Shelbourne FC       | 2-4    | Rosenborg            | 1-3      | 1-1         |
| Sturm Graz          | 5-1    | Hapoel Tel Aviv      | 3-0      | 2-1         |
| Zimbru Kišiněv      | 2-1    | Maribor              | 2-0      | 0-1         |
| Hajduk Split        | 2-4    | Dunaferr             | 0-2      | 2-2         |

### Třetí předkolo
Poražené týmy nastoupily v 1. kole Poháru UEFA.
| Domácí v 1. zápase | Celkem | Hosté v 1. zápase   | 1. zápas | 2. zápas    |
| ------------------ | ------ | ------------------- | -------- | ----------- |
| FC Swarovski Tirol | 1-4    | Valencia CF         | 0-0      | 1-4         |
| Zimbru Kišiněv     | 0-2    | AC Sparta Praha     | 0-1      | 0-1         |
| Brøndby            | 0-2    | Hamburg             | 0-2      | 0-0         |
| Helsingborg        | 1-0    | Inter Milán         | 1-0      | 0-0         |
| Beşiktaş JK        | 6-1    | FK Lokomotiv Moskva | 3-0      | 3-1         |
| Inter Bratislava   | 2-4    | Olympique Lyon      | 1-2      | 1-2         |
| RSC Anderlecht     | 1-0    | FC Porto            | 1-0      | 0-0         |
| Herfølge BK        | 0-6    | Rangers FC          | 0-3      | 0-3         |
| FK Dynamo Kyjev    | (v)1-1 | CZ Bělehrad         | 0-0      | 1-1         |
| Polonia Warszawa   | 3-4    | Panathinaikos       | 2-2      | 1-2         |
| Leeds United FC    | 3-1    | 1860 Mnichov        | 2-1      | 1-0         |
| Sturm Graz         | 3-2    | Feyenoord           | 2-1      | 1-1         |
| Dunaferr           | 3-4    | Rosenborg           | 2-2      | 1-2         |
| St. Gallen         | 3-4    | Galatasaray         | 1-2      | 2-2         |
| AC Milán           | 6-1    | GNK Dinamo Zagreb   | 3-1      | 3-0         |
| FK Šachtar Doněck  | 2-1    | SK Slavia Praha     | 0-1      | 2-0(prodl.) |

## Základní skupiny
| Vysvětlivky                                         |
| --------------------------------------------------- |
| První dva týmy postoupily do osmifinálových skupin. |
| Tým nastoupil ve 3. kole Poháru UEFA.               |

### Skupina A
| Tým               | Z | V | R | P | VG | IG | +/- | B  |
| ----------------- | - | - | - | - | -- | -- | --- | -- |
| Real Madrid       | 6 | 4 | 1 | 1 | 15 | 8  | +7  | 13 |
| FK Spartak Moskva | 6 | 4 | 0 | 2 | 9  | 3  | +6  | 12 |
| Bayer Leverkusen  | 6 | 2 | 1 | 3 | 9  | 12 | -3  | 7  |
| Sporting CP       | 6 | 0 | 2 | 4 | 5  | 15 | -10 | 2  |

### Skupina B
| Tým               | Z | V | R | P | VG | IG | +/- | B  |
| ----------------- | - | - | - | - | -- | -- | --- | -- |
| Arsenal FC        | 6 | 4 | 1 | 1 | 11 | 8  | +3  | 13 |
| SS Lazio          | 6 | 4 | 1 | 1 | 13 | 4  | +9  | 13 |
| FK Šachtar Doněck | 6 | 2 | 0 | 4 | 10 | 15 | -5  | 6  |
| AC Sparta Praha   | 6 | 1 | 0 | 5 | 6  | 13 | -7  | 3  |

### Skupina C
| Tým               | Z | V | R | P | VG | IG | +/- | B  |
| ----------------- | - | - | - | - | -- | -- | --- | -- |
| Valencia CF       | 6 | 4 | 1 | 1 | 7  | 4  | +3  | 13 |
| Olympique Lyon    | 6 | 3 | 0 | 3 | 8  | 6  | +2  | 9  |
| Olympiakos Pireus | 6 | 3 | 0 | 3 | 6  | 5  | +1  | 9  |
| Heerenveen        | 6 | 1 | 1 | 4 | 3  | 9  | -6  | 4  |

### Skupina D
| Tým         | Z | V | R | P | VG | IG | +/- | B  |
| ----------- | - | - | - | - | -- | -- | --- | -- |
| Sturm Graz  | 6 | 3 | 1 | 2 | 9  | 12 | -3  | 10 |
| Galatasaray | 6 | 2 | 2 | 2 | 10 | 13 | -3  | 8  |
| Rangers FC  | 6 | 2 | 2 | 2 | 10 | 7  | +3  | 8  |
| Monaco      | 6 | 2 | 1 | 3 | 13 | 10 | +3  | 7  |

### Skupina E
| Tým                 | Z | V | R | P | VG | IG | +/- | B  |
| ------------------- | - | - | - | - | -- | -- | --- | -- |
| Deportivo La Coruña | 6 | 2 | 4 | 0 | 6  | 4  | +2  | 10 |
| Panathinaikos       | 6 | 2 | 2 | 2 | 6  | 5  | +1  | 8  |
| Hamburg             | 6 | 1 | 3 | 2 | 9  | 9  | 0   | 6  |
| Juventus FC         | 6 | 1 | 3 | 2 | 9  | 12 | -3  | 6  |

### Skupina F
| Tým                 | Z | V | R | P | VG | IG | +/- | B  |
| ------------------- | - | - | - | - | -- | -- | --- | -- |
| FC Bayern Mnichov   | 6 | 3 | 2 | 1 | 9  | 4  | +5  | 11 |
| Paris Saint-Germain | 6 | 3 | 1 | 2 | 14 | 9  | +5  | 10 |
| Rosenborg           | 6 | 2 | 1 | 3 | 13 | 15 | -2  | 7  |
| Helsingborg         | 6 | 1 | 2 | 3 | 6  | 14 | -8  | 5  |

### Skupina G
| Tým                  | Z | V | R | P | VG | IG | +/- | B  |
| -------------------- | - | - | - | - | -- | -- | --- | -- |
| RSC Anderlecht       | 6 | 4 | 0 | 2 | 11 | 14 | -3  | 12 |
| Manchester United FC | 6 | 3 | 1 | 2 | 11 | 7  | +4  | 10 |
| PSV Eindhoven        | 6 | 3 | 0 | 3 | 9  | 9  | 0   | 9  |
| FK Dynamo Kyjev      | 6 | 1 | 1 | 4 | 7  | 8  | -1  | 4  |

### Skupina H
| Tým             | Z | V | R | P | VG | IG | +/- | B  |
| --------------- | - | - | - | - | -- | -- | --- | -- |
| AC Milán        | 6 | 3 | 2 | 1 | 12 | 6  | +6  | 11 |
| Leeds United FC | 6 | 2 | 3 | 1 | 9  | 6  | +3  | 9  |
| Barcelona       | 6 | 2 | 2 | 2 | 13 | 9  | +4  | 8  |
| Beşiktaş JK     | 6 | 1 | 1 | 4 | 4  | 17 | -13 | 4  |

## Osmifinálové skupiny
| Vysvětlivky                     |
| ------------------------------- |
| Týmy postupující do Čtvrtfinále |

### Skupina A
| Tým                  | Z | V | R | P | VG | IG | +/- | B  |
| -------------------- | - | - | - | - | -- | -- | --- | -- |
| Valencia CF          | 6 | 3 | 3 | 0 | 10 | 2  | +8  | 12 |
| Manchester United FC | 6 | 3 | 3 | 0 | 10 | 3  | +7  | 12 |
| Sturm Graz           | 6 | 2 | 0 | 4 | 4  | 13 | -9  | 6  |
| Panathinaikos        | 6 | 0 | 2 | 4 | 4  | 10 | -6  | 2  |

### Skupina B
| Tým                 | Z | V | R | P | VG | IG | +/- | B  |
| ------------------- | - | - | - | - | -- | -- | --- | -- |
| Deportivo La Coruña | 6 | 3 | 1 | 2 | 10 | 7  | +3  | 10 |
| Galatasaray         | 6 | 3 | 1 | 2 | 6  | 6  | 0   | 10 |
| AC Milán            | 6 | 1 | 4 | 1 | 6  | 7  | -1  | 7  |
| Paris Saint-Germain | 6 | 1 | 2 | 3 | 8  | 10 | -2  | 5  |

### Skupina C
| Tým               | Z | V | R | P | VG | IG | +/- | B  |
| ----------------- | - | - | - | - | -- | -- | --- | -- |
| FC Bayern Mnichov | 6 | 4 | 1 | 1 | 8  | 5  | +3  | 13 |
| Arsenal FC        | 6 | 2 | 2 | 2 | 6  | 8  | -2  | 8  |
| Olympique Lyon    | 6 | 2 | 2 | 2 | 8  | 4  | +4  | 8  |
| FK Spartak Moskva | 6 | 1 | 1 | 4 | 5  | 10 | -5  | 4  |

### Skupina D
| Tým             | Z | V | R | P | VG | IG | +/- | B  |
| --------------- | - | - | - | - | -- | -- | --- | -- |
| Real Madrid     | 6 | 4 | 1 | 1 | 14 | 9  | +5  | 13 |
| Leeds United FC | 6 | 3 | 1 | 2 | 12 | 10 | +2  | 10 |
| RSC Anderlecht  | 6 | 2 | 0 | 4 | 7  | 12 | -5  | 6  |
| SS Lazio        | 6 | 1 | 2 | 3 | 9  | 11 | -2  | 5  |

## Play off

### Čtvrtfinále
| Domácí v 1. zápase   | Celkem | Hosté v 1. zápase   | 1. zápas | 2. zápas |
| -------------------- | ------ | ------------------- | -------- | -------- |
| Leeds United FC      | 3-2    | Deportivo La Coruña | 3-0      | 0-2      |
| Arsenal FC           | 2-2(v) | Valencia CF         | 2-1      | 0-1      |
| Galatasaray          | 3-5    | Real Madrid         | 3-2      | 0-3      |
| Manchester United FC | 1-3    | FC Bayern Mnichov   | 0-1      | 1-2      |

### Semifinále
| Domácí v 1. zápase | Celkem | Hosté v 1. zápase | 1. zápas | 2. zápas |
| ------------------ | ------ | ----------------- | -------- | -------- |
| Leeds United FC    | 0-3    | Valencia CF       | 0-0      | 0-3      |
| Real Madrid        | 1-3    | FC Bayern Mnichov | 0-1      | 1-2      |

### Finále
| 23. května 2001             |        |                           |                                                                |
| FC Bayern Mnichov           | 1 – 1  | Valencia CF               | San Siro, Milan diváci: 71 500 rozhodčí: Dick Jol (Nizozemsko) |
| Stefan Effenberg 51' (pen.) | Report | Gaizka Mendieta 3' (pen.) | San Siro, Milan diváci: 71 500 rozhodčí: Dick Jol (Nizozemsko) |

| |       | Penaltový rozstřel                                                                                      |  |
| Paulo Sérgio Hasan Salihamidžić Alexander Zickler Patrik Andersson Stefan Effenberg Bixente Lizarazu Thomas Linke | 5 – 4 | Gaizka Mendieta John Carew Zlatko Zahovič Amedeo Carboni Rubén Baraja Kily González Mauricio Pellegrino |  |

## Vítěz
| Liga mistrů UEFA 2000/01 FC Bayern Mnichov (4. titul) Oliver Kahn – Samuel Kuffour, Patrik Andersson, Thomas Linke, Willy Sagnol, Carsten Jancker, Stefan Effenberg , Owen Hargreaves, Bixente Lizarazu, Hasan Salihamidžić, Giovane Élber, Alexander Zickler, Mehmet Scholl, Paulo Sérgio Trenér: Ottmar Hitzfeld |